# Johannes-Rau-Platz (Wuppertal)

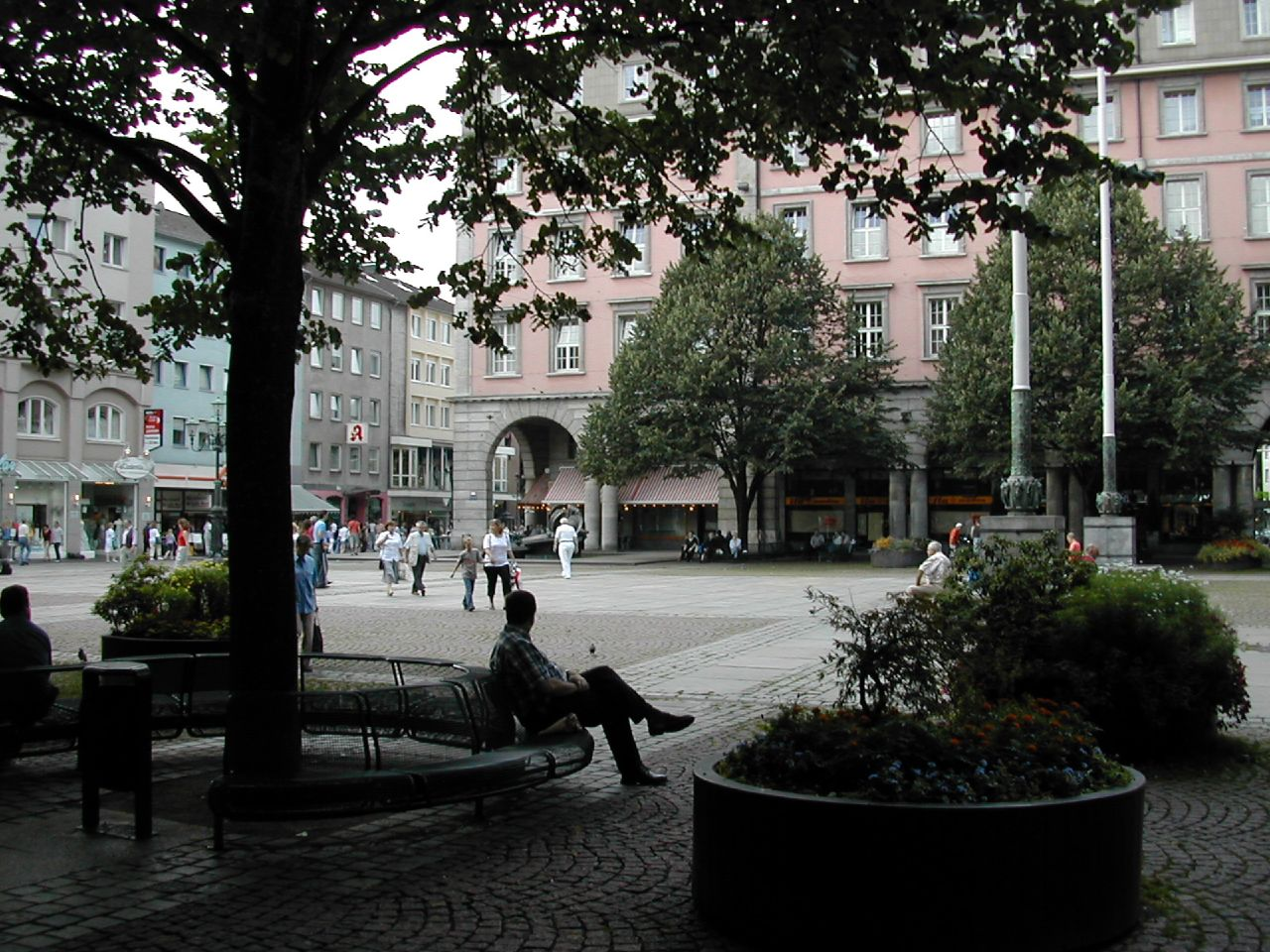
Johannes-Rau-Platz

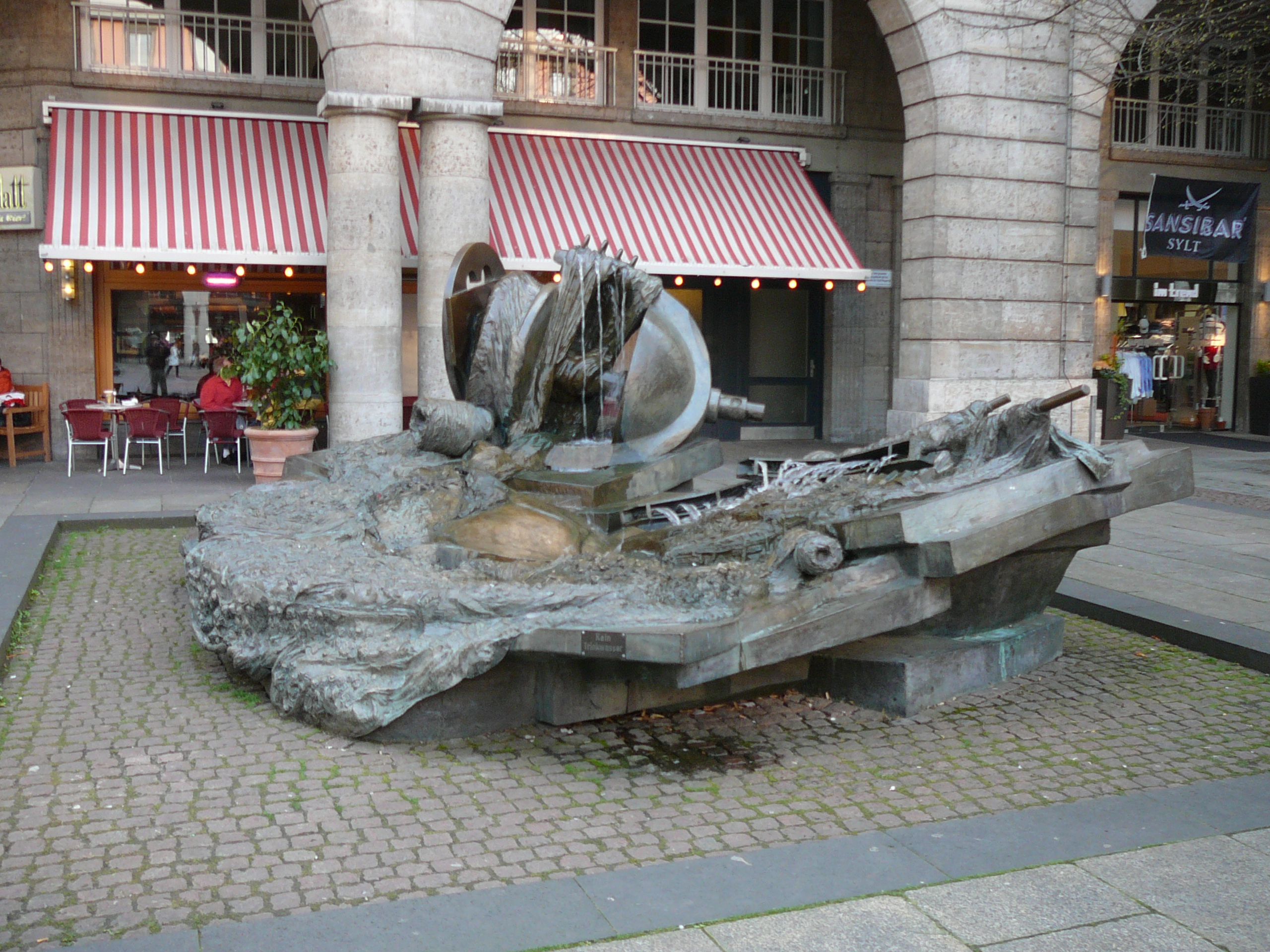
„Das Tal der Wupper“ auf dem Johannes-Rau-Platz in Wuppertal

Der Johannes-Rau-Platz ist ein innerstädtischer Platz im Wuppertaler Stadtbezirk Barmen. Er ist nach dem ehemaligen nordrhein-westfälischen Ministerpräsidenten und späteren Bundespräsidenten Johannes Rau benannt, der zuvor auch Oberbürgermeister der Stadt Wuppertal war und am 27. Januar 2006 in Berlin starb.

## Topographie
Der Platz, unmittelbar vor dem Barmer Rathaus, ist neben dem Alten Markt und dem Geschwister-Scholl-Platz ein zentraler Platz in der Fußgängerzone Barmens. Er wurde am 11. Mai 2006 von Oberbürgermeister Peter Jung im Beisein der Witwe Christina Rau und der erwachsenen Tochter Anna Rau mit einer feierlichen Zeremonie umbenannt. Vor der Umbenennung war der Platz im Grunde namenlos und wurde allgemein als Rathausvorplatz bezeichnet.
Vor dem Westflügel des Rathauses befindet sich seit 1981 das Bronzerelief „Das Tal der Wupper“ von Bert Gerresheim.
Rund um den Platz haben sich zahlreiche Geschäfte niedergelassen und Außengastronomie bietet Gelegenheit zu verweilen. Bei Stadtfesten wie Barmen Live und Weihnachtsmärkten ist der Platz stets zentraler Punkt solcher Festlichkeiten.